# Tell Me You Love Me (album)
Tell Me You Love Me là album phòng thu thứ sáu của nữ ca sĩ người Hoa Kỳ Demi Lovato. Album được phát hành ngày 29 tháng 9 năm 2017, bởi Hollywood, Island và Safehouse Records. Là một album nhạc pop nhưng Tell Me You Love Me lại có phần nào ảnh hưởng từ thể loại R&B. Lovato diễn tả rằng album lần này "có hồn" hơn các sản phẩm trước của cô và cho rằng Christina Aguilera, Aretha Franklin và Kehlani là nguồn cảm hứng. Nhiều nhà sản xuất nổi tiếng đã đóng góp cho album này, có thể kể đến như Mitch Allen, Oak Felder và Stint.
Chủ đề của album là về sự bình phục sau rạn nứt trong tình yêu, xoá nhoà những ký ức buồn và cảm giác khi trở thành một người độc thân. Đĩa đơn đầu tiên từ album, "Sorry Not Sorry" được phát hành vào Tháng 7 năm 2017 đã trở thành đĩa đơn thành công nhất trong sự nghiệp của Demi ở Hoa Kỳ, vươn đến vị trí #6 trên bảng xếp hạng Billboard Hot 100. Đây cũng là hit top 10 đầu tiên của Demi kể từ đĩa đơn Heart Attack (2013) trên bảng xếp hạng này. "Sorry Not Sorry" đã được chứng nhận đĩa bạch kim ba lần. Đĩa đơn thứ hai, cùng tên với album được phát hành vào Tháng 11 năm 2017, gặt hái được thành công vừa phải. Demi cũng thông báo trên Twitter rằng đây là đĩa đơn cuối cùng từ album bởi vì cô sắp tung ra đĩa đơn đầu tiên từ album phòng thu thứ bảy của mình, mà sau này được biết với tên gọi là "Sober". Tell Me You Love Me nhận được đa phần là những phản hồi tích cực từ các nhà phê bình, họ khen ngợi khâu sản xuất và cảm xúc trong giọng hát của Demi. Album nằm trong top 10 của nhiều bảng xếp hạng trên thế giới, trong đó nắm giữ vị trí #3 trên bảng xếp hạng Billboard 200 tại Hoa Kỳ. Album được chứng nhận đĩa bạch kim bởi Hiệp hội Công nghiệp ghi âm Hoa Kỳ sau khi bán được hơn một triệu bản, trở thành album đầu tiên của Demi làm được điều này tại quốc gia nói trên. Vào Tháng 6 năm 2018, album đã nhận được hơn 1 tỷ lượt nghe trên ứng dụng nghe nhạc Spotify. Để hỗ trợ cho album, Demi đã khởi động chuyến lưu diễn Tell Me You Love Me World Tour trong năm 2018, đi qua Châu Mỹ và Châu Âu với 52 buổi diễn. Theo Billboard, chặn dừng chân ở Châu Mỹ đã thu về 20 triệu USD từ việc bán vé xem.

## Danh sách bài hát
| Phiên bản tiêu chuẩn | Phiên bản tiêu chuẩn             | Phiên bản tiêu chuẩn                                                   | Phiên bản tiêu chuẩn             | Phiên bản tiêu chuẩn |
| STT                  | Nhan đề                          | Sáng tác                                                               | Sản xuất                         | Thời lượng           |
| -------------------- | -------------------------------- | ---------------------------------------------------------------------- | -------------------------------- | -------------------- |
| 1.                   | "Sorry Not Sorry"                | Demi Lovato Oak Felder Sean Douglas Trevor Brown William Zaire Simmons | Felder                           | 3:23                 |
| 2.                   | "Tell Me You Love Me"            | John Hill Kirby Lauryen Ajay Bhattacharya                              | Hill Stint                       | 3:56                 |
| 3.                   | "Sexy Dirty Love"                | Lovato Brown Simmons                                                   | Felder Brown [b] Zaire Koalo [b] | 3:33                 |
| 4.                   | "You Don't Do It for Me Anymore" | Jonas Jeberg Chloe Angelides James "Gladius" Wong Ashlyn Wilson        | Jeberg Anton Kuhl [a]            | 3:17                 |
| 5.                   | "Daddy Issues"                   | Lovato Felder Simmons Douglas                                          |                                  | 3:09                 |
| 6.                   | "Ruin the Friendship"            | Lovato Ido Zmishlany Brittany Amaradio Angelides                       |                                  | 3:53                 |
| 7.                   | "Only Forever"                   | Lovato Felder Douglas Ilsey Juber Toby Gad                             |                                  | 3:17                 |
| 8.                   | "Lonely" (hơp tác với Lil Wayne) | Dijon McFarlane Sarah Aarons Dwayne Carter Nick Audino Lewis Hughes    | DJ Mustard                       | 4:41                 |
| 9.                   | "Cry Baby"                       | Lovato Taylor Parks Angelides Noonie Bao Jamie Sanderson Kevin Hissink |                                  | 3:42                 |
| 10.                  | "Games"                          | Lovato Felder Brown Simmons Douglas                                    |                                  | 3:08                 |
| 11.                  | "Concentrate"                    | Lovato Jeff Shum Dayyon Alexander Jimmy Burney Adam Tressler           |                                  | 3:17                 |
| 12.                  | "Hitchhiker"                     | Lovato Shum Alexander Burney Tressler Winston Howard                   |                                  | 3:43                 |
| Tổng thời lượng:     | Tổng thời lượng:                 | Tổng thời lượng:                                                       | Tổng thời lượng:                 | 42:59                |

| Phiên bản cao cấp | Phiên bản cao cấp                                                 | Phiên bản cao cấp                                            | Phiên bản cao cấp                              | Phiên bản cao cấp |
| STT               | Nhan đề                                                           | Sáng tác                                                     | Sản xuất                                       | Thời lượng        |
| ----------------- | ----------------------------------------------------------------- | ------------------------------------------------------------ | ---------------------------------------------- | ----------------- |
| 13.               | "Instruction" (Jax Jones hợp tác với Demi Lovato và Stefflon Don) | Uzoechi Emenike Stephanie Allen Lovato Timucin Aluo          | Jax Jones Mark Ralph                           | 2:45              |
| 14.               | "Sorry Not Sorry" (Acoustic)                                      | Lovato Felder Douglas Brown Simmons                          | Felder                                         | 3:25              |
| 15.               | "No Promises" (Acoustic) (Cheat Codes hợp tác với Demi Lovato)    | Trevor Dahl Matthew Russell Kevin Ford Lovato Ari Leff Loote | Cheat Codes Lauv Jackson Foote Mitch Allan [c] | 3:52              |
| Tổng thời lượng:  | Tổng thời lượng:                                                  | Tổng thời lượng:                                             | Tổng thời lượng:                               | 53:01             |

| Phiên bản Target | Phiên bản Target  | Phiên bản Target                              | Phiên bản Target |
| STT              | Nhan đề           | Sáng tác                                      | Thời lượng       |
| ---------------- | ----------------- | --------------------------------------------- | ---------------- |
| 16.              | "Smoke & Mirrors" | Aarons Ben Abraham                            |                  |
| 17.              | "Ready for Ya"    | Lovato Nick Jonas Nolan Lambroza Simon Wilcox |                  |

Notes
- ^[a]  là nhà sản xuất thêm
- ^[b]  là đồng sản xuất
- ^[c]  là nhà sản xuất giọng hát

## Xếp hạng

### Bảng xếp hạng tuần
| Bảng xếp hạng (2017)                     | Vị trí cao nhất |
| ---------------------------------------- | --------------- |
| Album Úc (ARIA)                          | 8               |
| Album Áo (Ö3 Austria)                    | 29              |
| Album Bỉ (Ultratop Vlaanderen)           | 10              |
| Album Bỉ (Ultratop Wallonie)             | 27              |
| Album Canada (Billboard)                 | 4               |
| Album Quốc tế Croatia (HDU)              | 31              |
| Album Cộng hòa Séc (ČNS IFPI)            | 16              |
| Album Đan Mạch (Hitlisten)               | 26              |
| Album Hà Lan (Album Top 100)             | 10              |
| Album Phần Lan (Suomen virallinen lista) | 20              |
| Album Pháp (SNEP)                        | 53              |
| Album Đức (Offizielle Top 100)           | 32              |
| Greek Albums (IFPI)                      | 34              |
| Album Ireland (IRMA)                     | 7               |
| Album Ý (FIMI)                           | 12              |
| Mexican Albums (AMPROFON)                | 2               |
| Album New Zealand (RMNZ)                 | 6               |
| Album Na Uy (VG-lista)                   | 13              |
| Album Ba Lan (ZPAV)                      | 32              |
| Album Bồ Đào Nha (AFP)                   | 28              |
| Album Scotland (OCC)                     | 6               |
| Slovak Albums (ČNS IFPI)                 | 27              |
| Spanish Albums (PROMUSICAE)              | 4               |
| Album Thụy Điển (Sverigetopplistan)      | 13              |
| Album Thụy Sĩ (Schweizer Hitparade)      | 32              |
| Taiwanese Albums (Five Music)            | 4               |
| Album Anh Quốc (OCC)                     | 5               |
| Album Hoa Kỳ Billboard 200               | 3               |

1. ↑  "Demi Lovato Announces New Album 'Tell Me You Love Me'". Rolling Stone. Bản gốc lưu trữ ngày 8 tháng 9 năm 2017. Truy cập ngày 24 tháng 8 năm 2017.
2. 1 2  All citations concerning the release of Tell Me You Love Me:

  - "iTunes – Music – Tell Me You Love Me by Demi Lovato". iTunes Store. United States. ngày 29 tháng 9 năm 2017.
  - "iTunes – Music – Tell Me You Love Me (Deluxe) by Demi Lovato". iTunes Store. United States. ngày 29 tháng 9 năm 2017.
  - "iTunes – Music – Tell Me You Love Me (Deluxe) by Demi Lovato". iTunes Store. Mexico. ngày 29 tháng 9 năm 2017.
  - "iTunes – Music – Tell Me You Love Me (Deluxe) by Demi Lovato". iTunes Store. United Kingdom. ngày 29 tháng 9 năm 2017.
  - "iTunes – Music – Tell Me You Love Me (Deluxe) by Demi Lovato". iTunes Store. Australia. ngày 29 tháng 9 năm 2017.
  - "iTunes – Music – Tell Me You Love Me (Deluxe) by Demi Lovato". iTunes Store. New Zealand. ngày 29 tháng 9 năm 2017.
  - "iTunes – Music – Tell Me You Love Me (Deluxe) by Demi Lovato". iTunes Store. Canada. ngày 29 tháng 9 năm 2017.
3. ↑  "Demi Lovato Talks New Album". Music Choice. ngày 27 tháng 8 năm 2017. Truy cập ngày 29 tháng 8 năm 2017.
4. ↑  "Demi Lovato - Tell Me You Love Me (Target Exclusive): Target". Target. Truy cập ngày 26 tháng 8 năm 2017.
5. ↑  "Australiancharts.com – Demi Lovato – Tell Me You Love Me" (bằng tiếng Anh). Hung Medien.  Truy cập ngày 7 tháng 10 năm 2017.
6. ↑  "Austriancharts.at – Demi Lovato – Tell Me You Love Me" (bằng tiếng Đức). Hung Medien.  Truy cập ngày 12 tháng 10 năm 2017.
7. ↑  "Ultratop.be – Demi Lovato – Tell Me You Love Me" (bằng tiếng Hà Lan). Hung Medien.  Truy cập ngày 6 tháng 10 năm 2017.
8. ↑  "Ultratop.be – Demi Lovato – Tell Me You Love Me" (bằng tiếng Pháp). Hung Medien.  Truy cập ngày 6 tháng 10 năm 2017.
9. ↑  "Demi Lovato Chart History (Canadian Albums)". Billboard (bằng tiếng Anh).  Truy cập ngày 10 tháng 10 năm 2017.
10. ↑  "Top Stranih [Top Foreign]" (bằng tiếng Croatia). Top Foreign Albums. Hrvatska diskografska udruga.  Truy cập ngày 16 tháng 11 năm 2017.
11. ↑  "Czech Albums – Top 100" (bằng tiếng Séc). ČNS IFPI. Truy cập ngày 30 tháng 10 năm 2017. Ghi chú: Trên trang xếp hạng này, chọn 201741 trên trường này ở bên cạnh từ "Zobrazit", và sau đó nhấp qua từ để truy xuất dữ liệu bảng xếp hạng chính xác.
12. ↑  "Hitlisten.NU – Album Top-40 Uge 43, 2017". Hitlisten. Truy cập ngày 1 tháng 11 năm 2017.
13. ↑  "Dutchcharts.nl – Demi Lovato – Tell Me You Love Me" (bằng tiếng Hà Lan). Hung Medien.  Truy cập ngày 6 tháng 10 năm 2017.
14. ↑  "Demi Lovato: Tell Me You Love Me" (bằng tiếng Phần Lan). Musiikkituottajat – IFPI Finland.  Truy cập ngày 8 tháng 10 năm 2017.
15. ↑  "Lescharts.com – Demi Lovato – Tell Me You Love Me" (bằng tiếng Pháp). Hung Medien.  Truy cập ngày 9 tháng 6 năm 2018.
16. ↑  "Offiziellecharts.de – Demi Lovato – Tell Me You Love Me" (bằng tiếng Đức). GfK Entertainment Charts.  Truy cập ngày 6 tháng 10 năm 2017.
17. ↑  "Official IFPI Charts – Top-75 Albums Sales Chart (Week: 41/2017)". IFPI Greece. Bản gốc lưu trữ ngày 23 tháng 10 năm 2017. Truy cập ngày 25 tháng 10 năm 2017.
18. ↑  "Irish Albums Chart: ngày 6 tháng 10 năm 2017". Irish Recorded Music Association. Truy cập ngày 7 tháng 10 năm 2017.
19. ↑  "Italiancharts.com – Demi Lovato – Tell Me You Love Me" (bằng tiếng Anh). Hung Medien.  Truy cập ngày 7 tháng 10 năm 2017.
20. ↑  "Top Album - Semanal (del 29 de Septiembre al 05 de Octubre)" (bằng tiếng Tây Ban Nha). Asociación Mexicana de Productores de Fonogramas y Videogramas. Bản gốc lưu trữ ngày 15 tháng 11 năm 2017. Truy cập ngày 15 tháng 11 năm 2017.
21. ↑  "Charts.nz – Demi Lovato – Tell Me You Love Me" (bằng tiếng Anh). Hung Medien.  Truy cập ngày 6 tháng 10 năm 2017.
22. ↑  "Norwegiancharts.com – Demi Lovato – Tell Me You Love Me" (bằng tiếng Anh). Hung Medien.  Truy cập ngày 7 tháng 10 năm 2017.
23. ↑  "Oficjalna lista sprzedaży :: OLiS - Official Retail Sales Chart" (bằng tiếng Ba Lan). OLiS. Hiệp hội Công nghiệp Ghi âm Ba Lan.  Truy cập ngày 12 tháng 10 năm 2017.
24. ↑  "Portuguesecharts.com – Demi Lovato – Tell Me You Love Me" (bằng tiếng Anh). Hung Medien.  Truy cập ngày 25 tháng 10 năm 2017.
25. ↑  "Official Scottish Albums Chart Top 100" (bằng tiếng Anh). Official Charts Company.  Truy cập ngày 7 tháng 10 năm 2017.
26. ↑  "ČNS IFPI" (bằng tiếng Séc). IFPI. Truy cập ngày 12 tháng 10 năm 2017.
27. ↑  "Top 100 Albumes — Semana 40: del 29.09.2017 al 05.10.2017" (bằng tiếng Tây Ban Nha). Productores de Música de España. Truy cập ngày 12 tháng 10 năm 2017.
28. ↑  "Swedishcharts.com – Demi Lovato – Tell Me You Love Me" (bằng tiếng Anh). Hung Medien.  Truy cập ngày 13 tháng 10 năm 2017.
29. ↑  "Swisscharts.com – Demi Lovato – Tell Me You Love Me" (bằng tiếng Đức). Hung Medien.  Truy cập ngày 11 tháng 10 năm 2017.
30. ↑  "Weekly Top 20 – Five Music Chart - 2017/10/13 - 2017/10/19" (bằng tiếng Trung). Five Music. Bản gốc lưu trữ ngày 20 tháng 10 năm 2018. Truy cập ngày 29 tháng 11 năm 2017.
31. ↑  "Official Albums Chart Top 100" (bằng tiếng Anh). Official Charts Company.  Truy cập ngày 7 tháng 10 năm 2017.
32. ↑  "Demi Lovato Chart History (Billboard 200)". Billboard (bằng tiếng Anh).  Truy cập ngày 28 tháng 11 năm 2017.